# Hans Finkelstein
Hans Finkelstein (* 17. Mai 1885 in Leipzig; † 30. Dezember 1938) war ein deutscher Chemiker.

## Leben
Diese Biografie folgt jener, die von Wilson Baker und J. F. W. McOmie 1959 veröffentlicht wurde und in der weitere Quellenangaben genannt sind.
Hans Finkelstein entstammte einer liberalen jüdischen Familie und trat als Zehnjähriger der protestantischen Kirche bei. Er studierte Chemie wie schon sein Vater Berthold Finkelstein, einer der ersten Chemiker der BASF. Nach seinem Studium in Leipzig und Dresden arbeitete er ab 1906 in Straßburg bei Johannes Thiele an seiner Doktorarbeit, die er 1909 vorlegte. Hans Finkelstein setzte seine wissenschaftliche Arbeit als Assistent bei Thiele von 1910 bis 1912 fort. 
In dieser Zeit fing er auch an, mit seinem Vater einige wissenschaftliche Bücher ins Deutsche zu übersetzen. 1912 verließ er die universitäre Laufbahn und wurde Forschungsabteilungsleiter in den „Chemische Fabriken – vormals Weiler-ter Meer“ in Uerdingen (heute Bayer AG). Als Industriechemiker verfasste er einige Patente. Ebenfalls im Jahre 1912 heiratete er Annemarie Bruns, mit der er drei Kinder hatte. 
Als Folge der Verordnung zur Ausschaltung der Juden aus dem deutschen Wirtschaftsleben vom 12. November 1938, unmittelbar nach den Novemberpogromen 1938 erlassen, wurde er aufgrund seiner jüdischen Abstammung gezwungen, von seiner Stellung im Unternehmen zurückzutreten und seinen Reisepass abzugeben. Im Dezember 1938 nahm er sich ohne Aussicht auf eine Zukunft im Dritten Reich das Leben.

## Werk
Hans Finkelstein ist in der Chemie insbesondere bekannt für die nach ihm benannte Finkelstein-Reaktion, die den Austausch eines Halogenatoms in einer organischen Verbindung durch ein anderes Halogenatom beschreibt. Technisch ist dieses Verfahren beispielsweise zur Bildung von Halogenkohlenwasserstoffen von Bedeutung. Die Originalarbeit von Hans Finkelstein wurde als Teil seiner Doktorarbeit und kurz darauf 1910 in einem wissenschaftlichen Zeitschriftenartikel veröffentlicht.

## Nachleben
Die Bayer AG hat 2023 die Hans und Berthold Finkelstein Stiftung gGmbH gegründet. Sie soll „Forschungs- und Erinnerungsprojekte zu den Verbrechen der Nationalsozialisten – insbesondere zum Thema NS-Zwangsarbeit und der I.G. Farbenindustrie AG, kurz I.G. Farben“ unterstützen.